# Breese (Brandenburgia)
Breese – gmina w Niemczech w kraju związkowym Brandenburgia, w powiecie Prignitz, wchodzi w skład urzędu Bad Wilsnack/Weisen.